# Soukat
Soukat (nep. सकोट) – gaun wikas samiti w zachodniej części Nepalu w strefie Seti w dystrykcie Achham. Według nepalskiego spisu powszechnego z 2011 roku liczył on 1348 gospodarstw domowych i 6655 mieszkańców (3747 kobiet i 2908 mężczyzn).